# Ионные комплексы кобальта

## Комплексный ион гексамминкобальта(II)
В водном растворе ионы кобальта (II) существуют в виде комплексов гексааквакобальта(II) [Со(Н2O)6]2+. Эти комплексные ионы устойчивы и имеют розовую окраску. Добавление аммиачного раствора к раствору, содержащему эти ионы, вызывает образование синего осадка гидроксида кобальта (II). Этот осадок растворяется в избыточном количестве аммиака, образуя комплексный ион гексамминкобальта(II), который имеет бледно-желтую окраску:
[Co(H2O)6]2+(водн.) + 6NH3(водн.) → [Co(NH3)6]2+(водн.) + 6H2O(ж.)

## Тетрахлорокобальтат(II)-ион
Кобальт (II) входит в целый тетраэдрический ряд анионных комплексов.
Один из представителей тетраэдрического ряда анионных комплексов тетрахлорокобальтат(II)-ион, [CoCl4]2−
Кобальт в степени окисления +2.
Его можно получить, добавляя концентрированную соляную кислоту к водному раствору какой-либо соли кобальта (II):
[Co(H2O)6]2+(водн.) + 4Cl−(водн.) ⇆ [CoCl4]2−(водн.) + 6H2O(ж.)
В ходе этой реакции раствор меняет цвет с розового на синий.
При добавлении воды эта реакция протекает в обратном направлении.

## Гидратированный ион кобальта (III)
Гидратированный ион кобальта (III) является сильным окислителем.
Кобальт в степени окисления +3.
В водном растворе он неустойчив из-за протекания реакции
4[Co(H2O)6]3+(водн.) + 2H2O(ж.) ⇄ [Co(H2O)6]2+(водн.) + 4H+(водн.) + O2(г.)
Однако ион кобальта (III) может стабилизироваться в присутствии сильных лигандов-комплексообразователей, например NH3 и NO2−. Так, ион гексамминкобальта(III) может образовываться в результате реакции гидратированных ионов кобальта (II) c аммиачным раствором на воздухе либо в присутствии пероксида водорода:
[Со(Н2O)6]2+(водн.) + 6NН3(водн.) → [Co(NH3)6]3+(водн.) + 6Н2O(ж.) + е−
Растворы солей кобальта (II) окисляются также с образованием кобальта (III) при добавлении избытка нитрита натрия в присутствии уксусной кислоты:
[Со(Н2O)6]2+(водн.) + 7NO2 (водн.) + 2Н+ → [Co(NO2)6]3- +  NO(г.) + 7Н2O(ж.)
Гексанитрокобальтат(III) натрия Na3[Co(NO2)6] представляет собой желтый комплекс с октаэдрической структурой, растворимый в воде. Он используется в качественном анализе для пробы на ионы калия. Реакция его натриевой соли с ионами калия приводит к образованию К3[Co(NO2)6]. Это соединение тоже имеет желтую окраску, но в отличие от натриевой соли не растворяется в воде. Поэтому в случае положительной реакции при проведении указанной пробы образуется желтый осадок.